# Afrique Opinion
Afrique Opinion est un magazine d’information générale bimestriel qui porte la voix de l'Afrique en Suisse.

## Histoire
Afrique Opinion est créé en 2018 et a son siège à Monthey dans le Valais. C'est un magazine bimestriel qui traite de l'information générale sur l'Afrique en Suisse,.
En 2020, les activités s'étendent pour augmenter la visibilité des savoir-faire africains, mais aussi pour renforcer les liens et créer davantage de synergies entre les personnes d'origines africaines et les autochtones.

### Magazine
Merlin Tchouanga créé le magazine Afrique Opinion le 8 décembre 2018 avec un tirage de 400 exemplaires essentiellement sur le canton du Valais et ses environs.
En février 2021, le magazine tire à 1000 exemplaires sur toute la Suisse[source secondaire souhaitée]. L magazine offre alors à se lecteurs 8 rubriques liées à l'intégration, le vivre ensemble, les africains, les afro-descendants en Suisse et les amis de l'Afrique ; le sport, la santé, l'éducation, le leadership au féminin et la cuisine.

### Association
En janvier 2020, il[Qui ?] fonde une association comprenant six membres fondateurs, dont quatre d'origines africaines, une d’origine suisse et une autre, italienne[source secondaire souhaitée].
Les objectifs principaux sont de favoriser les échanges interculturels  et de créer du lien entre les africains, les afro-descendants et les amis de l'Afrique qui résident en Suisse et la font rayonner à travers l'édition et la publication du magazine.
L'association organise également des événements culturels et scientifiques.

## Description
La ligne éditoriale du magazine bimestriel est le traitement de l’information générale qui porte la voix de l'Afrique en Suisse en mettant en avant des personnalités africaines et leurs savoir-faire.